# Le Duel (Kouprine)
Pour les articles homonymes, voir Le Duel.
Le Duel (en russe : Поединок) est une nouvelle de l'écrivain russe Alexandre Kouprine, parue en 1905. Elle décrit l'histoire du conflit entre le jeune sous-lieutenant Romachov et un officier supérieur. Le contexte est celui de l'affrontement entre la vision romantique du monde d'un jeune homme cultivé et la réalité vécue au sein d'un régiment d'infanterie provincial, dont les officiers brillent surtout, dans le récit, par leur vulgarité. Le Duel est considéré par la critique comme le roman le plus important de l'œuvre de Kouprine,.
La première édition du Duel est dédiée à Gorki « avec les sentiments sincères d'amitié et de profond respect de l'auteur ». Du propre aveu de Kouprine, c'est l'influence de Gorki qui a défini « tout ce qui est audacieux et violent dans le roman ».

## Principaux héros
- Gueorgui Alexeievitch Romachov, sous-lieutenant
- Vladimir Efimovitch Nikolaiev, lieutenant
- Alexandra Petrovna Nikolaieva (Chourotchka), épouse du lieutenant Nikolaïev
- Choulgovitch, colonel, commandant du régiment
- Vassili Nazanskii, lieutenant
- Pavel Vietkine, lieutenant
- Raïssa Alexandrovan Peterson, maîtresse de Romachov
- Bek-Agamalov, aide de camp, lieutenant
- Lekh, lieutenant-colonel
- Ossadtchii, capitaine
- Dits, capitaine en second
- Peterson, capitaine
- Sliva, capitaine
- Gaïnane, ordonnance du sous-lieutenant Romachov

## Prototypes
En 1890, après avoir obtenu son diplôme de l'école militaire avec le grade de sous-lieutenant, Kouprine est enrôlé dans le 46e régiment d'infanterie du Dniepr, caserné dans le gouvernement de Podolie, dans la ville de Proskourov. En 1894, Kouprine a pris sa retraite. La ville de Proskourov est aisément reconnaissable dans le récit.

### Prototype de la ville
Selon le dictionnaire encyclopédique Brockhaus et Efron : « Proskourov à cette époque était une ville du gouvernement de Podolie, située dans une plaine entourée de collines élevées, au confluent des rivières Plosk et Boug méridional ; gare du chemin de fer du sud-ouest. En 1897, 22 915 habitants (13 783 hommes et 9 132 femmes). Selon les données de l'année 1896, les orthodoxes représentaient 29,8 %, les catholiques 30,1 %, les Juifs 39,5 % du total de la population. »
La description de la ville de Proskourov en 1898 et le récit de la vie d'un officier qui y a vécu est le reflet des mémoires du général-lieutenant de l'état-major général Alexandre Loukomski (en), à l'époque adjudant-général de la 12e division d'infanterie, qui comprenait le 46e régiment de Kouprine :

« Les données sur la vie à Proskourov n'étaient pas particulièrement réjouissantes et je me suis rendu dans cette ville sans beaucoup de plaisir. Proskourov, une fois arrivé sur place, m'a fait une impression déprimante. C'était plutôt un bourg juif pas très propre, avec une seule rue principale pavée. … J'en ai vite eu marre de la vie à Proskourov et de Proskourov elle-même et j'ai même eu peur de ne plus pouvoir m'endormir. Et puis le printemps approchait et Proskourov a commencé à se transformer en un marais impénétrable. … Le soir, quand je n'allais nulle part, je languissais à la maison. Je m'ennuyais tellement que je ne voulais même pas lire. Je ne voulais aller nulle part autour d'une lampe pour de nouveau boire de la vodka et jouer aux cartes. »,

### Prototype des héros
Selon le biographe de Kouprine, V. N. Afanassiev, « la fidélité de Kourpine aux faits mentionnés dans la biographie de certains officiers du régiment du Dniepr, qui lui ont servi de prototypes, est dans certains cas tout simplement frappante ».

## Appréciations et critiques
Maxime Gorki appréciait les œuvres de Kouprine :

« Magnifique histoire qui, je crois, devrait produire sur tous les officiers honnêtes et réfléchis une impression irrésistible. »

Le récit de Kouprine a été salué par Anatoli Lounatcharski, qui lui a consacré un grand article intitulé Sur l'honneur dans la Pravda de l'automne 1905 :

« Je ne peux pas ne pas attirer l'attention du lecteur sur les belles pages de Kouprine qui sont un véritable appel à l'armée. Je peux penser que plus d'un officier, après avoir lu ces pages éloquentes … entendra en lui-même la voix du véritable honneur. »

Selon l'avis de Constantin Paoustovski, l'une des scènes les plus prenantes de l'histoire, c'est la rencontre nocturne sur fond de chemin de fer entre Romachov et Khlebnikov qui est « l'une des meilleures de la littérature russe ».
À l'inverse de ces opinions favorables au roman de Kouprine, l'historien militaire Platon Geisman a accusé le romancier de diffamation contre l'armée, de tentative de sape de l'ordre étatique.
Pour le critique Ettore Lo Gatto, Kouprine connaissait bien la vie militaire pour avoir été sept ans officier avant de se consacrer entièrement à la littérature et il ne serait pas impossible de voir dans ce roman Le Duel un réquisitoire antimilitariste. Le Duel suscita des polémiques nombreuses. Souvent on trouva trop tendancieux dans ce roman le contraste entre l'idéalisme du héros central et la grossièreté de ses collègues. Comme le roman parut à un moment délicat de l'histoire russe que fut la guerre russo-japonaise (février 1904-septembre 1905), cela rendit la polémique d'autant plus vive.

## Au cinéma
- The Duel (film, 1910), réalisateur : André Maître.
- Le Duel (URSS, 1957), réalisateur Vladimir Petrov.
- Chourotchka (film) (URSS, 1982), réalisateur Iossif Kheifitz.
- Junkera (série télévisée) (Russie, 2009), 12 épisodes, réalisateur Igor Tchernitski.
- Sous-lieutenant Romachov (Russie, 2012), réalisateur Igor Tchernitski.
- Télésérie Kouprine, Le Duel (Russie, 2014), 4 épisodes, réalisateur Andreï Malioukov.

## Traduction française
- Alexandre Kouprine (trad. Serge Nidvine et Paul Yalb), Une petite garnison russe, Paris, éditions F. Juven, 1905
- Alexandre Kouprine (trad. Henri Mongault), Le Duel, Paris, éditions Bossard, 1922. Rééd. Ginkgo éditeur, Petite Bibliothèque slave, 2024  (ISBN 978-2-84679-577-7)